# Tetraloniella minutilla
Tetraloniella minutilla är en biart som beskrevs av Laberge 2001. Tetraloniella minutilla ingår i släktet Tetraloniella och familjen långtungebin. Inga underarter finns listade i Catalogue of Life.